# Tetrapterum sullivanii
Tetrapterum sullivanii är en bladmossart som beskrevs av Brotherus 1924. Tetrapterum sullivanii ingår i släktet Tetrapterum och familjen Pottiaceae. Inga underarter finns listade i Catalogue of Life.